# Cirrhilabrus pylei
Cirrhilabrus pylei là một loài cá biển thuộc chi Cirrhilabrus trong họ Cá bàng chài. Loài này được mô tả lần đầu tiên vào năm 1996.

## Từ nguyên
Từ định danh pylei được đặt theo tên của Richard L. Pyle (s. 1967), nhà ngư học kiêm thợ lặn người Canada, hiện đang làm việc tại Hawaii, là người đã thu thập mẫu định danh của loài cá này.

## Phạm vi phân bố và môi trường sống
C. pylei được ghi nhận tại các nhóm đảo phía đông Indonesia (Sulawesi và Bali đến Tây Papua) và các đảo quốc thuộc Melanesia (Papua New Guinea, quần đảo Solomon và Vanuatu). C. pylei sống gần các rạn san hô trên nền đá vụn, độ sâu khoảng 55–110 m.
Những mẫu vật được cho là biến dị kiểu hình của C. pylei ở Philippines đã được công nhận là một loài hợp lệ, là Cirrhilabrus briangreenei.

## Mô tả
Chiều dài lớn nhất được ghi nhận ở C. pylei là 9 cm. Cá cái có màu hồng cam; đầu có nhiều vệt sọc nhỏ; đốm đen nhỏ ở vây lưng trước và cuống đuôi. Mống mắt có màu đỏ tươi.
Cá đực có nhiều màu sắc khác nhau, từ màu be, cho đến màu cam, cũng như màu xám. Đầu có nhiều vệt xanh lam thẫm. Vây lưng trong mờ, phớt đỏ, chằng chịt các vệt gợn sóng màu xanh và vàng với một đốm nhỏ màu xanh thẫm ở phía trước (không có đốm đen lớn ở giữa vây như C. briangreenei). Vây hậu môn tương tự vây lưng nhưng ít các vệt xanh-vàng hơn. Vây đuôi đặc trưng bởi dải màu ngọc lam ở rìa (đen ở C. briangreenei). Vây bụng của chúng rất dài.
Cá đực mùa sinh sản ửng vàng ở hai bên thân, các vây cũng trở nên đỏ hơn, đặc biệt là dải xanh ở rìa vây đuôi trở nên sáng rực.
Số gai ở vây lưng: 11; Số tia vây ở vây lưng: 9; Số gai ở vây hậu môn: 3; Số tia vây ở vây hậu môn: 9; Số gai ở vây bụng: 1; Số tia vây ở vây bụng: 5.

## Phân loại học
C. pylei là loài chị em gần nhất với Cirrhilabrus katoi và Cirrhilabrus briangreenei.

## Thương mại
C. pylei được thu thập trong ngành buôn bán cá cảnh nhưng không thường xuyên vì chúng sống ở vùng nước khá sâu, được bán với giá 75–100 USD một con tại Hoa Kỳ.